# Філіпешть (Богденешть, Бакеу)
Філіпешть, Філіпешті (рум. Filipești) — село у повіті Бакеу в Румунії. Входить до складу комуни Богденешть.
Село розташоване на відстані 204 км на північ від Бухареста, 41 км на південний захід від Бакеу, 123 км на південний захід від Ясс, 135 км на північний захід від Галаца, 106 км на північний схід від Брашова.

## Населення
За даними перепису населення 2002 року у селі проживали 637 осіб, з них 635 осіб (99,7%) румунів. Рідною мовою 635 осіб (99,7%) назвали румунську.